# Igor Omerza
Igor Omerza, mag., slovenski politik, publicist in ekonomist, * 20. avgust 1950, Ljubljana
V drugi polovici 80. let 20. stoletja je sodeloval v procesih demokratizacije in nato osamosvajanja Slovenije. Deloval je kot član vodstva Odbora za varstvo človekovih pravic, nato pa v stranki Slovenska demokratična zveza. Po njenem razpadu je deloval v okviru Demokratov Slovenije, stranke, ki se je nato priključila Liberalni demokraciji Slovenije. Med letoma 1991 in 1992 je opravljal funkcijo direktorja Službe družbenega knjigovodstva, nato pa je opravljal funkcijo poslanca prvega sklica slovenskega državnega zbora. Po zaključku podžupanskega mandata v Ljubljani se je umaknil iz javno-političnega življenja predvsem v publicistično dejavnost.  
Zadnja leta se posveča predvsem raziskovanju arhivov, predvsem preučevanju dokumentov s časa Jugoslavije. Razkril je več kontroverz tega časa; med njimi, da je nekdanji sistem sledil več slovenskim politikom (Dimitriju Ruplu, Borisu Pahorju).

## Parlamentarno delovanje
Leta 1992 je bil izvoljen v 1. državni zbor Republike Slovenije; v tem mandatu je bil član naslednjih delovnih teles:
- Odbor za nadzor proračuna in drugih javnih financ (predsednik; do 26. maja 1994),
- Preiskovalna komisija o domnevnem škodljivem, nedopustnem in nezakonitem ter neustavnem delovanju in poslovanju Izvršnega sveta Skupščine mesta Ljubljana, izvršnih svetov Skupščin občin Postojna, Trbovlje in Izola ter vseh tistih izvršnih svetov skupščin občin, pri katerih delovanju so bile s strani Službe družbenega knjigovodstva ali drugih pristojnih državnih organov ugotovljene nepravilnosti in nezakonitosti, ter o sumu zlorabe pooblastil nekaterih javnih funkcionarjev in drugih tovrstnih nepravilnosti (predsednik; od 26. maja 1994),
- Komisija za spremljanje in nadzor lastninskega preoblikovanja družbene lastnine,
- Odbor za finance in kreditno-monetarno politiko,
- Odbor za gospodarstvo in
- Preiskovalna komisija o domnevnem škodljivem, nedopustnem in nezakonitem ter neustavnem delovanju in poslovanju Izvršnega sveta Skupščine mesta Ljubljana, izvršnih svetov Skupščin občin Postojna, Trbovlje in Izola ter vseh tistih izvršnih svetov skupščin občin, pri katerih delovanju so bile s strani Službe družbenega knjigovodstva ali drugih pristojnih državnih organov ugotovljene nepravilnosti in nezakonitosti, ter o sumu zlorabe pooblastil nekaterih javnih funkcionarjev in drugih tovrstnih nepravilnosti (do 26. maja 1994).

## Dela
- Edvard Kocbek : osebni dosje št. 584, Ljubljana, 2010. ISBN 978-961-226-979-1
- Od Belce do Velikovca ali kako sem vzljubil bombo. Celovec: Mohorjeva družba. 2011. COBISS 256050176. ISBN 978-3-7086-0622-4.
- 88 stopnic do pekla / Kako je Zemljaričev Janez ugrabil Bato Todorovića. Celovec: Mohorjeva družba. 2013. COBISS 264455424. ISBN 978-3-7086-0725-2.
- Melania Trump - gola resnica. Ljubljana: Dobra knjiga. 2016. ISBN 9789619404515. soavtorstvo z Bojanom Požarjem[3]
- Pravi obraz Janeza Stanovnika. Ljubljana: Dobra knjiga. 2020. COBISS 27198467. ISBN 978-961-95096-0-9.[4]
- Udba in akcija Sever. Ljubljana: Dobra knjiga. 2020. COBISS 18173443. ISBN 978-961-290-952-9.[5]
- Kocbek, Pahor, Jančar in Udba. Ljubljana: Dobra knjiga. 2022.[6]